# ゼネラルズ・ドーター
『ゼネラルズ・ドーター』（原題: The General's Daughter）は、フィリピンのテレビドラマ。ABS-CBNで2019年1月21日に初公開された。